# الرييدة (حضرموت)
الرييده هي إحدى قرى الجمهورية اليمنية. وهي تتبع جغرافيًا لمحافظة حضرموت. وإداريًا لمديرية سيئون. يبلغ تعداد سكانها 1003 نسمة حسب الإحصاء الذي جرى عام 2004.